# Курулуш (Чаткальский район)
Курулуш (кирг. Курулуш) — село в Чаткальском районе Джалал-Абадской области Кыргызстана. Входит в состав Чаткальского айылного аймака.

## География
Село расположено в западной части области, на левом берегу реки Чаткал, на расстоянии приблизительно 20 километров (по прямой) к юго-западу от села Каныш-Кыя, административного центра района. Абсолютная высота — 1485 метров над уровнем моря.

## Население
Согласно оценочным данным Национального статистического комитета Кыргызской Республики, численность населения села на начало 2023 года составляла 2001 человек.
| год     | 2009 | 2014 | 2015 | 2020 | 2021 | 2023 |
| ------- | ---- | ---- | ---- | ---- | ---- | ---- |
| человек | 1339 | 1666 | 1686 | 1929 | 1968 | 2001 |